# نظرية الخيار العام
نظرية الخيار العام (بالإنجليزية: Public Choice Theory)‏ هي فرع من فروع علم الاقتصاد، نشأت من دراسات الضرائب والإنفاق العام. ظهرت هذه النظرية في الخمسينات من القرن الماضي ولقيت رواجاً واسعاً عام 1986 عندما نال أحد مهندسيها وهو جيمس بوكانان جائزة نوبل في الاقتصاد. أنشأ جيمس بوكانان مركز دراسات الخيار العام في جامعة جورج ماسون وقد أصبحت هذه الجامعة أحد المراكز المهمة لأبحاث نظرية الخيار العام.
تأخذ نظرية الخيار العام نفس مبادئ علم الاقتصاد في تحليل رغبات الناس عند دخولهم الأسواق للشراء، وتطبق ذلك على تحليل رغبات الناس عند اتخاذ القرار الجمعي. فالاقتصاديون الذين يدرسون سلوك الناس في الأسواق يفترضون أن دافع الإنسان هو تحقيق رغباته الذاتية المحضة. وعلى الرغم من أن أكثر الناس يبنون أفعالهم في الأسواق على أساس الاهتمام بالآخرين إلا أن أفعالهم في السوق، سواء كانوا أرباب عمل أو مستخدمين أو مستهلكين هي في النهاية لخدمة أغراضهم الذاتية. فنظرية الخيار العام تتبع نفس المنحنى عند تحليل تصرف الناس في سوق السياسة أو العمل العام، فالناس سواء كانوا سياسيين أو ناخبين أو مراكز ضغط يدّعون أنهم يعملون من أجل الآخرين، لكن في النهاية مطمحهم الأساسي هو تحقيق رغباتهم. وفق جيمس بوكانان، فإن هذه النظرية «تزيل الأفكار الرومانتيكية والأوهام عن أفعال الحكومات، بأفكار تعزز الكثير من الشك فيها».
في الماضي جادل الاقتصاديون بأن خير وسيلة لكبح «فشل السوق» كالاحتكار مثلاً هو ضرورة تدخل الحكومة. لكن اقتصاديو «الخيار العام» ارتأوا أن ذلك إنما يقود إلى «الفشل الحكومي»، ودللوا على أن التدخل الحكومي كان أحد الأسباب في عدم الوصول إلى أي نتائج إيجابية لكبح الاحتكار. فالكونغرس الأمريكي على سبيل المثال أجاز كثيراً من القوانين التي من المفترض أن تؤدي إلى حماية الناس من التلوث البيئي، لكن دراسة قام بها روبرت كراندال من مركز «دراسات الخيار العام»، أثبتت أن ممثلي الكونغرس في الولايات الشمالية الصناعية، استخدموا تعديلات قانون الهواء النظيف لعام 1977 لضرب منافسيهم في منطقة حزام الشمس في الغرب الأوسط الأمريكي.